# Tokito Oda
Tokito Oda (japanisch 小田 凱人 Oda Tokito; * 8. Mai 2006 in Ichinomiya) ist ein japanischer Rollstuhltennisspieler.

## Karriere
Bei Tokito Oda wurde im Alter von neun Jahren ein Knochentumor in der linke Hüfte diagnostiziert, seitdem ist er auf den Rollstuhl angewiesen. Während eines Krankenhausaufenthaltes sah er ein Video des Sieges von Shingo Kunieda bei den Paralympischen Spielen 2012 in London und begann daraufhin als Zehnjähriger mit dem Rollstuhltennis. Bereits mit 14 Jahren stand er als bisher jüngster Spieler im April 2021 an der Spitze der Juniorenweltrangliste.
Durch seinen Sieg gegen den topgesetzten Alfie Hewett bei den French Open wurde er 2023 mit 17 Jahren und 33 Tagen zum jüngsten Sieger eines Grand-Slam-Turniers. Damit übernahm er gleichzeitig die Führung in der Weltrangliste, ebenfalls als bisher jüngster Spieler. Im selben Jahr konnte er, erneut durch einen Finalsieg gegen Alfie Hewett, auch seinen ersten Erfolg in Wimbledon verbuchen.
2024 gelang ihm sein erster Sieg bei den Australian Open, Finalgegner war wiederum Alfie Hewett. Im Anschluss verteidigte er seinen Titel bei den French Open, er bezwang im Finale den Argentinier Gustavo Fernández. Die Paralympischen Spiele 2024 endeten für Tokito Oda mit dem Gewinn einer Silbermedaille im Doppel und einer Goldmedaille im Einzel. Vor einer Rekordkulisse von über 15.000 Zuschauern bezwang er in einem umkämpften Dreisatzmatch – nachdem er bereits einen Matchball abgewehrt hatte – seinen Dauerrivalen Alfie Hewett, dem er dadurch einen Karriere-Golden-Slam verwehrte.

## Leistungsbilanz bei den Grand-Slam-Turnieren

### Einzel
| Turnier         | 2022 | 2023 | 2024 | 2025 | Karriere |
| --------------- | ---- | ---- | ---- | ---- | -------- |
| Australian Open | –    | F    | S    | F    | S        |
| French Open     | HF   | S    | S    | S    | S        |
| Wimbledon       | VF   | S    | HF   | S    | S        |
| US Open         | VF   | 1    |      |      | VF       |

### Doppel
| Turnier         | 2022 | 2023 | 2024 | 2025 | Karriere |
| --------------- | ---- | ---- | ---- | ---- | -------- |
| Australian Open | –    | VF   | F    | HF   | F        |
| French Open     | VF   | HF   | F    | F    | F        |
| Wimbledon       | HF   | F    | F    | HF   | F        |
| US Open         | HF   | F    |      |      | F        |

Zeichenerklärung: S = Turniersieg; F, HF, VF, AF = Einzug ins Finale / Halbfinale / Viertelfinale / Achtelfinale; 1, 2, 3 = Ausscheiden in der 1. / 2. / 3. Hauptrunde; nicht ausgetragen